# GNU Go
GNU Go est un logiciel libre qui joue au go. Son code source est en  C portable et peut être compilé simplement sous GNU/Linux, aussi bien que sous d'autres Unix, Windows et Mac OS X ; les portages existent pour d'autres plates-formes. Il est distribué selon les termes de la licence GNU GPL.

## Description

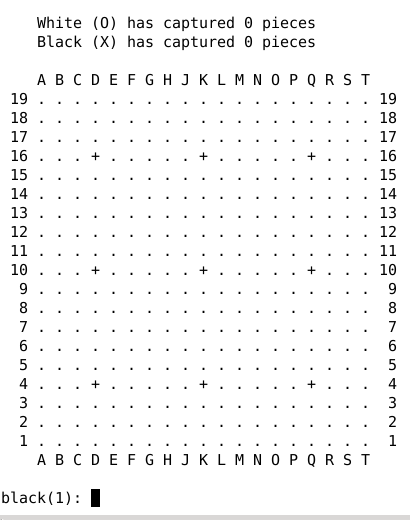
Capture d'écran du jeu.

Le programme permet de jouer au go contre un autre utilisateur. Des gobans de diverses tailles sont proposés, de 5×5 à 19×19.
Bien qu'il soit basé sur une interface texte ASCII, GNU Go supporte deux protocoles — le Go Modem Protocol et le Go Text Protocol — par lesquels les GUI peuvent s'interfacer avec un serveur graphique.

## Communauté
Ce programme a remporté le tournoi « Computer Olympiad » en 2003 et en 2006, ainsi que la manifestation connue aux États-Unis sous l'appellation US Go Congress (en).

## Juridique
Ce programme fut par ailleurs l'objet, en 2010, d'un conflit juridique entre la fondation pour le logiciel libre et Apple.

## Versions
La version courante (stable) de GNU Go est la 3.8. Il existe aussi une version encore plus expérimentale utilisant la méthode de Monte-Carlo pour le jeu sur petit plateau.
Une version appelée Pocket GNU Go, basée sur GNU Go 2.6, est disponible pour le système d'exploitation Windows CE (Pocket PC).